# Індіанець-утікач
«Індіанець-утікач» (англ. The Indian Runner) — кримінальна драма 1991 року, написана і знята Шоном Пенном у його режисерському дебюті. Заснований на пісні Брюса Спрінгстіна «Highway Patrolman», фільм зображує стосунки між двома братами, які опинилися по різні боки закону. Головні ролі виконали Девід Морс і Віґґо Мортенсен, у ролях другого плану — Валерія Ґоліно, Патриція Аркетт, Денніс Гоппер, Бенісіо дель Торо, Чарльз Бронсон, а також Сенді Денніс у своїй останній ролі.

## Сюжет
Історія розгортається в 1960-х роках у штаті Небраска та розповідає про двох дуже різних братів: заступника шерифа Джо (Девід Морс) та злочинця Френка (Віґґо Мортенсен).
Джо намагався заробляти на життя фермерством, але не зміг звести кінці з кінцями, і банк врешті-решт заарештував його майно. Він став заступником шерифа, щоб утримувати свою молоду дружину Марію (Валерія Ґоліно) та дитину. Джо — хороша, сумлінна людина, але у нього є свої демони, з якими йому доводиться боротися. Перший кадр фільму показує автомобільну погоню, яка закінчується тим, що Джо, захищаючись, вбиває людину з пістолета. Це призводить до суперечливих почуттів Джо щодо вбивства злочинця. Френк, який до поїздки у В'єтнам мав проблеми із законом, за словами його батька (Чарльз Бронсон), страждав від «неспокою». Повернувшись до міста, він вривається до будинку свого брата і ледь не отримує кулю від дружини Джо. Наступного дня Френк їде з міста, навіть не заїжджаючи до батьківського дому. Як зазначає Джо в оповіданні, Френк був правий у своїй оцінці, що його батьки зрозуміють, як їм завжди здається, коли він завдає болю тим, хто його любить.
Джо деякий час не отримує звісток від брата, але врешті-решт дізнається від батька, що той перебуває у в'язниці в іншому штаті. Батько приховав цю інформацію, щоб не засмучувати їхню матір (Сенді Денніс). Френк виходить з в'язниці і повертається до рідного міста зі своєю вагітною дівчиною Дороті (Патриція Аркетт). Мати Джо і Френка помирає, а їхній батько невдовзі вчиняє самогубство. Френк намагається влаштуватися і працює на будівництві, але постійно має проблеми із законом, через що конфліктує з Джо. Коли дружина Френка народжує дитину, Френк перебуває в барі, «пропиваючи», що призводить до конфронтації з Джо. Після того, як Джо йде, Френк забиває бармена стільцем до смерті і виїжджає з міста з Джо на хвості. Фільм завершується тим, що Джо дозволяє Френку втекти через кордон штату.

## Акторський склад
| Актор           | Роль           |
| --------------- | -------------- |
| Девід Морс      | Джо Робертс    |
| Віґґо Мортенсен | Френк Робертс  |
| Валерія Ґоліно  | Марія Робертс  |
| Патриція Аркетт | Дороті         |
| Чарльз Бронсон  | містер Робертс |
| Сенді Денніс    | місіс Робертс  |

| Актор             | Роль          |
| ----------------- | ------------- |
| Денніс Гоппер     | Цезар         |
| Бенісіо дель Торо | Мігель        |
| Джордан Роудс     | Рендалл       |
| Енцо Россі        | Рафаель       |
| Гаррі Крюс        | містер Бейкер |
| Айлін Райан       | місіс Бейкер  |

## Виробництво
Продюсер Дон Філліпс показав сценарій Шона Пенна двом продюсерам, яким він сподобався, але вони вважали, що недостатньо комерційна кінцівка не зацікавить голлівудську студію. Філліпс, разом зі своїм другом Томом Маунтом, який мав власну продюсерську компанію і був великим шанувальником творчості Пенна, думали, що могли б зацікавити студію, якби їм вдалося залучити кінозірку на кшталт Тома Круза знятися у фільмі. Пенн помітив Мортенсена у фільмі «Свіжі коні», і його привабила «незграбність актора, суворість його зовнішності», яка, на його думку, ідеально підійшла б на роль Френка.
Пенн і Філліпс надіслали Мортенсену сценарій, коли той знімався в «Молодих стрільцях 2» у Тусоні, штат Аризона, і прилетіли туди, щоб зустрітися з ним. Актор погодився знятися у фільмі. Пенн змусив Морса і Мортенсена репетирувати ключову сцену в барі протягом двох тижнів. Режисер облаштував бар у спортзалі, де актори могли випустити пару, граючи в баскетбол у перервах між репетиціями. Під час зйомок фільму Пенн відчув, що «вроджена доброта» Мортенсена занадто помітна, і доручив йому попрацювати з членом мотоклубу «Пекельні янголи», якого режисер знав особисто, щоб набути гостроти, яку Пенн вважав необхідною для свого персонажа.
Зйомки відбувалися у містах Платтсмаут та Омаха, штат Небраска. Одним з виконавчих продюсерів фільму був політтехнолог та інвестиційний банкір Стівен Беннон.